# 포항예술고등학교
포항예술고등학교(浦項藝術高等學校)는 대한민국 경상북도 포항시 북구 흥해읍 대련리에 있는 사립 고등학교이다.

## 학교 연혁
- 1995년 5월 20일 : 학교법인 대동교육재단 설립인가
- 1995년 6월 15일 : 포항예술고등학교 설립 추진 위원회 구성 (초대 이사장 김현호)
- 1997년 8월 30일 : 본관 준공(20실)
- 1997년 9월 6일 : 포항예술고등학교 설립인가
- 1997년 9월 19일 : 특수목적고등학교 지정, 각학년 2학급 인가(음악과 1학급, 미술과 1학급)
- 1998년 3월 1일 : 초대 김현호 교장 취임
- 1998년 3월 5일 : 개교식 및 제1회 입학식
- 1999년 2월 11일 : 전공실, 음악관(연주홀) 준공
- 1999년 12월 19일 : 미술실기동 준공
- 2001년 2월 9일 : 제1회 졸업식(100명)
- 2001년 5월 30일 : 예송관(연주홀) 준공
- 2002년 11월 6일 : 기숙사 준공
- 2004년 8월 24일 : 각 학년 4학급(음악과 2, 미술과 2) 총 12학급 인가
- 2005년 10월 12일 : 미술관 준공
- 2007년 12월 12일 : 조소관 준공
- 2010년 3월 6일 : 급식소 증축 준공
- 2011년 5월 29일 : 기숙사 증축 준공
- 2012년 5월 24일 : 실용음악관 준공
- 2017년 3월 1일 : 제2대 김민규 교장 취임
- 2020년 7월 24일 : 자율학교 지정
- 2022년 2월 7일 : 다목적 강당 및 특별교실 준공
- 2023년 3월 2일 : 제26회 입학식(93명)
- 2024년 2월 7일 : 제24회 졸업식(89명, 누계 3,243명)

## 설치 학과
- 음악과
- 미술과

## 참고 자료
- 포항예술고등학교 - 한국교육학술정보원 학교알리미